# Yokeag
Yokeag (od Pequot-Mohegan naziva yok'hig što je skraćenica od yok'higan napraviti mekim) fino je kukuruzno brašno koje se kod Mohegan i Pequot Indijanaca usitnjavalo u avanima izrađenim od tvrdog tupelo-drveta (pepperidge; drvo iz roda Nyssa), i ponekad miješalo s javorovim sirupom. 
Sa sobom su ga kao hranu nosili i lovci i ratnici i jeli pomiješanog s vodom. Indijanci iz rezervata na rijeci Thames ponekad su ga prodavali bijelim naseljenicima koji su ga posluživali s mlijekom ili sladoledom.